# Isa Phillips
Isa Phillips, född 22 april 1984 i Kingston, är en jamaicansk friidrottare som tävlar i häcklöpning.
Phillips deltog vid VM 2007 i Osaka där han blev fyra i semifinalen på 400 meter häck vilket inte räckte till att få springa finalen. Han deltog även vid Olympiska sommarspelen 2008 men blev åter utslagen i semifinalen. 
Han deltog vid IAAF World Athletics Final 2008 i Stuttgart där han blev bronsmedaljör på tiden 49,22. 

## Personligt rekord
- 400 meter häck - 48,51 sek